# Індивідуальні нейтральні атлети на літніх Олімпійських іграх 2024
Команда індивідуальних нейтральних спортсменів на літніх Олімпійських ігор 2024 року в Парижі буде представлена 32 спортсменами в 8 види спорту (станом на 6 липня 2024 року). У команду нейтральних атлетів увійдуть спортсмени з Росії та Білорусі, які через вторгнення Росії в Україну в 2022 році і пов'язаних з ним санкціями виступлять у нейтральному статусі.
Делегації заборонено використовувати нейтральний олімпійський прапор та олімпійський гімн, натомість вона використовуватиме прапор із зображенням круглої емблеми AIN та одноразовий інструментальний гімн, визначений МОК. Індивідуальні нейтральні спортсмени повинні бути спочатку затверджені міжнародною федерацією кожного виду спорту, а потім спеціальною комісією, створеною МОК. Як індивідуальні спортсмени, делегація не братиме участі в параді націй під час церемонії відкриття, а також не буде вказана як делегація в офіційних таблицях нагородження медалями.
Хоча на прапорі використовується формулювання в однині «Індивідуальний нейтральний спортсмен», МОК використовує формулювання у множині «Індивідуальні нейтральні спортсмени».

## Склад збірної
Склад учасників:
1. Білорусь — 17 учасників
2. Росія — 15 учасників

### Учасники з видів спорту
| Учасники з видів спорту          | Учасники з видів спорту | Учасники з видів спорту | Учасники з видів спорту | Учасники з видів спорту | Учасники з видів спорту |
| -------------------------------- | ----------------------- | ----------------------- | ----------------------- | ----------------------- | ----------------------- |
| Вигляд спорту                    | Чоловіки                | Чоловіки                | Жінки                   | Жінки                   |                         |
| Вигляд спорту                    | Білорусь                | Росія                   | Білорусь                | Росія                   | Усього                  |
| Академічне веслування            | 1                       | 0                       | 1                       | 0                       | 2                       |
| Боротьба                         | 2                       | 0                       | 0                       | 0                       | 2                       |
| Велоспорт                        | 0                       | 1                       | 1                       | 2                       | 4                       |
| Веслування на байдарках та каное | 1                       | 2                       | 1                       | 1                       | 5                       |
| Плавання                         | 1                       | 1                       | 2                       | 0                       | 4                       |
| Стрибки на батуті                | 1                       | 0                       | 1                       | 1                       | 3                       |
| Стрільба                         | 0                       | 0                       | 2                       | 0                       | 2                       |
| Тхеквондо                        | 1                       | 0                       | 0                       | 0                       | 1                       |
| Теніс                            | 0                       | 3                       | 0                       | 4                       | 7                       |
| Важка атлетика                   | 1                       | 0                       | 1                       | 0                       | 2                       |
| Усього                           | 8                       | 7                       | 9                       | 8                       | 32                      |

## Медалі
| Золото |                                                       |                                           |           |
| №      | Спортсмени                                            | Вид спорту (дисципліна)                   | Дата      |
| 1      | Литвинович Іван Володимирович                         | Стрибки на батуті (чоловіки)              | 2 серпня  |
| Срібло |                                                       |                                           |           |
| №      | Спортсмени                                            | Вид спорту (дисципліна)                   | Дата      |
| 1      | Бордиловська Віолетта Олександрівна                   | Стрибки на батуті (жінки)                 | 2 серпня  |
| 2      | Золотий Євген Степанович                              | Академічне веслування (одинаки, чоловіки) | 3 серпня  |
| 3      | Андрєєва Мірра Олександрівна Шнайдер Діана Максимівна | Теніс (жіночий парний турнір)             | 4 серпня  |
| Бронза |                                                       |                                           |           |
| №      | Спортсмени                                            | Вид спорту (дисципліна)                   | Дата      |
| 1      | Тихонцов Євген Павлович                               | Важка атлетика (чоловіки)                 | 10 серпня |